# Schikhobalotrema elongatum
Schikhobalotrema elongatum är en plattmaskart. Schikhobalotrema elongatum ingår i släktet Schikhobalotrema och familjen Haplosplanchnidae. Inga underarter finns listade i Catalogue of Life.